# Brunnenschule Bad Vilbel
Die Brunnenschule Bad Vilbel war eine Förderschule für Lernhilfe des Wetteraukreises für die Städte Bad Vilbel und Karben sowie deren Stadtteile.
Sie nahm vereinzelt auch Kinder aus angrenzenden Nachbargemeinden auf. 2011 besuchten 101 Schüler die Brunnenschule, die in 10 Klassen vom 1. bis zum 11. Schuljahr und einer Vorklasse unterrichtet wurden. Die Brunnenschule verfügte über ein jahrgangsübergreifendes Konzept in der Grundstufe sowie in der Mittelstufe.
Im Schuljahr 2016/2017 wurde der Schulbetrieb eingestellt und im Jahre 2020 wurde die Schule endgültig geschlossen.

## Aufgabe
Die Brunnenschule als Förderschule für Lernhilfe fördert, erzieht und unterrichtet Kinder, die mit den Mitteln und Methoden der allgemeinen Schule nicht hinreichend gefördert werden können.

### Beratungs- und Förderzentrum (BFZ) und Gemeinsamer Unterricht (GU)
Mit Beginn des Schuljahrs 2003/2004 wurde die Brunnenschule vom Hessischen Kultusministerium zu einem Beratungs- und Förderzentrum ernannt. Das BFZ richtet sich mit unterschiedlichen Schwerpunktsetzungen an Schüler, deren Eltern und an die Lehrkräfte der allgemeinbildenden Schulen. Förderbereiche des Beratungs- und Förderzentrums sind vorhandene Beeinträchtigungen des Lernens sowie der sozialen und emotionalen Entwicklung. Von der Brunnenschule werden auch Schüler betreut, deren Eltern den Wunsch auf gemeinsamen Unterricht (GU) angemeldet haben.

### Berufsorientierung
Im Rahmen der Berufsorientierung konnten die Schüler der Hauptstufe im Rahmen von Praktika, Berufsorientierungstagen und Projektprüfungen erste Erfahrungen im Berufsleben sammeln und Kontakte zu späteren Ausbildungsbetrieben knüpfen. Seit dem Schuljahr 2011/2012 hatte die Schule elf Jahrgangsstufen. Die Schüler konnten sich so in zwei Jahren ohne einen zu hohen Druck auf den Hauptschulabschluss vorbereiten.

## Trialog
Seit dem Schuljahr 2005/2006 nahm die Brunnenschule regelmäßig am Wettbewerb der Herbert-Quandt-Stiftung zum Trialog der Kulturen teil. Alle Schüler, Lehrer und teilweise Eltern waren das ganze Jahr über in die Trialog-Aktionen eingebunden. Im Jahr 2006 erreichte die Schule den mit 17.000 Euro dotierten ersten Preis.
Jedes Jahr bildete sich zudem eine Steuerungsgruppe mit einem neuen Schwerpunkt innerhalb des Themenbereiches der Integration, dem friedlichen Miteinander der Kulturen. Regelmäßige Vollversammlungen und jeweils eine Projektwoche zum Jahresthema bildeten die Struktur.

## Auszeichnungen
- 2006: erster Preis beim Trialog-Schulwettbewerb der Herbert-Quandt-Stiftung (17.000 €)